# Alexander Tschawtschawadse

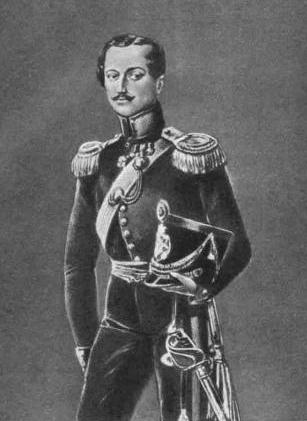
Alexander Tschawtschawadse in Husarenuniform in den 1920er Jahren

Fürst Alexander Tschawtschawadse (georgisch ალექსანდრე ჭავჭავაძე; * 1786 in St. Petersburg, Russisches Kaiserreich; † 6. November 1846 in Tiflis) war ein georgischer Dichter und General.

## Leben
Alexander Tschawtschawadse wurde 1785 in St. Petersburg als Sohn von Garsewan Tschawtschawadse geboren. Sein Vater diente als Botschafter des Königreichs Kartlien-Kachetien in Russland. Zarin Katharina II. war Taufpatin Alexanders.
In den 1820er Jahren diente Tschawtschawadse in der Russischen Armee in den Kriegen gegen Persien und das Osmanische Reich und wurde zum Generalmajor befördert. An der Eroberung Jerewans von Persien war er wesentlich beteiligt. Im folgenden Jahr verteidigte er die Provinz Jerewan gegen einen kurdischen Überfall und stieß selbst nach Anatolien vor, wo er die Festung Beyazıt einnahm.
1846 kam Alexander Tschawtschawadse durch einen Unfall in Tiflis ums Leben.

## Schriftsteller
Als Schriftsteller ist Tschawtschawadse Autor mehrerer romantischer Gedichte, die von einer Sehnsucht nach dem glorreichen Georgien des Mittelalters geprägt sind und die diese Vergangenheit mit der unscheinbaren Gegenwart des Landes vergleichen. Tschawtschawadse kritisierte den russischen Umgang mit der georgischen Kultur und versuchte sich für die Interessen der georgischen Eliten und Adligen einzusetzen. So verglich er auch die Herrschaft Russlands über Georgien mit der Fremdherrschaft der Osmanen und Persiens, ja sogar zerstörerischer, da das Russische Reich die georgische Monarchie und den georgischen Staat aufgelöst hatten. In seinen späteren Werken ab 1832 hatte er einen positiveren Blick auf den russischen Einfluss in Georgien, der auch Vorteile für das Land sah. Dennoch blieb die Unabhängigkeit des Landes sein Ziel. Seine Gedichte wurden weniger romantisch und mehr sentimental, zeigen immer eine optimistische Sicht auf die Welt.